# Кустоловский сельский совет (Новосанжарский район)
Кустоловский сельский совет (укр. Кустолівська сільська рада) — входит в состав
Новосанжарского района
Полтавской области
Украины.
Административный центр сельского совета находится в 
с. Кустолово.

## История
- 1922 — дата образования.

## Населённые пункты совета
- с. Кустолово
- с. Малые Солонцы